# Małżeństwo dla żartu
Małżeństwo dla żartu (niem. Die Juxheirat) – operetka Franza Lehára w trzech aktach z 1904 roku. Premiera miała miejsce w Wiedniu w Theater an der Wien 22 grudnia 1904 roku. Libretto zostało napisane przez Juliusa Bauera.

## Historia powstania utworu
Zniechęcony niepowodzeniem Boskiego małżonka i atmosferą wzajemnych oskarżeń dotyczących przyczyn niepowodzenia sztuki, Lehár o kolejne libretto poprosił Juliusa Bauera, wpływowego krytyka teatralnego, naczelnego redaktora Wiener Extrablatt. Bauer posiadał niemałe doświadczenie w pracy dla teatru, był autorem librett: Księżnej Ninetty J. Straussa i kilku operetek Millöckera (m.in. Biednego Jonatana). Bauer wysoko cenił Lehára, zachwycał się jego muzyką do Wiedeńskich kobietek i Druciarza, chętnie więc zabrał się do pracy i w krótkim czasie przedstawił gotowe libretto. Niedorzeczna fabuła, niesmaczne, a nawet wulgarne dowcipy, brak pełnokrwistych, interesujących postaci – nie zniechęciły tym razem Lehára. Możliwe że po prostu nie dostrzegł słabości tekstu.
Muzyka Małżeństwa dla żartu przypomina poziomem seryjne wiedeńskie produkcje tego czasu. Lehárowi nie udało się skomponować ani jednego numeru, który zyskałby większą popularność, niemniej krytyki – być może z obawy przed wpływami Bauera – okazały się nader przychylne zarówno dla kompozytora, jak i dla autora libretta. Podobnie jak w przypadku poprzedniej operetki i tym razem o losach operetki zadecydowała publiczność. Mimo zachwytów prasy, Małżeństwo dla żartu, którego premiera odbyła się 22 grudnia 1904 roku, nie dotrwało na afiszu nawet do końca stycznia. W sumie zagrano je 39 razy. Nieco lepiej poszło mu na prowincji, gdzie uzyskało kilkaset przedstawień.

## Treść
Młodo owdowiała córka miliardera z Newport Selma Brockwiller wzbrania się przed ponownym wyjściem za mąż obawiając się, że mężczyźni interesują się bardziej jej fortuną niż nią samą. Dla żartu bierze jednak ślub z przebraną za mężczyznę kobietą. Poniewczasie dowiaduje się (o czym widzowie wiedzą od początku), że padła ofiarą podstępu. Przebrana za mężczyznę kobieta okazuje się być mężczyzną – odtrąconym przez Selmę, a szczerze w niej zakochanym. Fikcyjny ślub staje się więc ślubem prawdziwym. I Selma akceptuje ostatecznie nową dla siebie sytuację, bo i jej w międzyczasie, przedsiębiorczy młodzieniec przestał być obojętny.